# Zulo (pel·lícula)
Zulo és una pel·lícula espanyola de thriller psicològic de baix pressupost del 2006, el primer llargmetratge dirigit per Carlos Martín Ferrera, qui n'és també autor de la història. Va ser rodada durant tot un any, de manera que es pot veure clarament la degradació física del protagonista. El 95% de la pel·lícula està gravada a l'interior d'un pou de 2,80 metres de diàmetre per 6 metres d'altura. Pretén fer una reflexió sobre la llibertat, la tortura i la supervivència de "qualsevol" ésser humà tancat en una realitat.Ha estat doblada al català.

## Sinopsi
Miguel és un home corrent que desperta en un zulo sense saber-ne raons. D'antuvi creu que és algun error, però més tard es torna real. És vigilat per dos encaputxats, les úniques persones a les que pot veure, i amb les que no pot negociar. Inicia aleshores un procés de resignació i de lluita per la seva pròpia supervivència, primer física i després psicològica.

## Repartiment
- Jaume García Arija... 	Miguel
- Enric López ... Segrestador 1
- Isak Férriz ... Segrestador 2

## Premis
- Festival Internacional de Cinema Fantàstic de Catalunya: Premi de la Crítica
- Fantasporto: Premi al millor actor (Jaume García Arija).[5]